# Dobroše
Dobroše è una frazione di Odrava, comune ceco del distretto di Cheb, nella regione di Karlovy Vary.

## Geografia fisica
Il villaggio si trova 2 km a nord-est da Odrava. Sono presenti otto abitazioni, in cui la popolazione vive stabilmente dal 1912.